# Longue Marche 2E
 (avril 2022).
La mise en forme du texte ne suit pas les recommandations de Wikipédia : il faut le « wikifier ».
Les points d'amélioration suivants sont les cas les plus fréquents. Le détail des points à revoir est peut-être précisé sur la page de discussion.
- Les titres sont pré-formatés par le logiciel. Ils ne sont ni en capitales, ni en gras.
- Le texte ne doit pas être écrit en capitales (les noms de famille non plus), ni en gras, ni en italique, ni en « petit »…
- Le gras n'est utilisé que pour surligner le titre de l'article dans l'introduction, une seule fois.
- L'italique est rarement utilisé : mots en langue étrangère, titres d'œuvres, noms de bateaux, etc.
- Les citations ne sont pas en italique mais en corps de texte normal. Elles sont entourées par des guillemets français : « et ».
- Les listes à puces sont à éviter, des paragraphes rédigés étant largement préférés. Les tableaux sont à réserver à la présentation de données structurées (résultats, etc.).
- Les appels de note de bas de page (petits chiffres en exposant, introduits par l'outil «  Source ») sont à placer entre la fin de phrase et le point final[comme ça].
- Les liens internes (vers d'autres articles de Wikipédia) sont à choisir avec parcimonie. Créez des liens vers des articles approfondissant le sujet. Les termes génériques sans rapport avec le sujet sont à éviter, ainsi que les répétitions de liens vers un même terme.
- Les liens externes sont à placer uniquement dans une section « Liens externes », à la fin de l'article. Ces liens sont à choisir avec parcimonie suivant les règles définies. Si un lien sert de source à l'article, son insertion dans le texte est à faire par les notes de bas de page.
- La présentation des références doit suivre les conventions bibliographiques. Il est recommandé d'utiliser les modèles {{Ouvrage}}, {{Chapitre}}, {{Article}}, {{Lien web}} et/ou {{Bibliographie}}. Le mode d'édition visuel peut mettre en forme automatiquement les références.
- Insérer une infobox (cadre d'informations à droite) n'est pas obligatoire pour parachever la mise en page.

Pour une aide détaillée, merci de consulter Aide:Wikification.
Si vous pensez que ces points ont été résolus, vous pouvez retirer ce bandeau et améliorer la mise en forme d'un autre article.
Longue Marche 2E, ou CZ-2E, était une fusée chinoise conçue pour envoyer des satellites (principalement de communication) en orbite de transfert géostationnaire. Elle fut remplacée par la fusée Longue Marche 3B, et donnera plus tard la Longue Marche 2F.

## Caractéristiques

### Premier étage
Le premier étage (nommé CZ-2E-1 ou L-180), haut de 23,70 m et d'un diamètre de 3,35 m est propulsé par quatre moteurs-fusées YF-20B fonctionnant au peroxyde d'azote/UDMH, ce qui lui permet d'atteindre la poussée maximale de 2 961,6 kN. Sa masse à vide est de 9 500 kg, pour 196 500 kg au décollage. Cet étage coûte 6 millions de dollars.

### Second étage
Le 2e étage (nommé CZ-2E-2 ou L-90) est quant à lui haut de 15,52 m et d'un diamètre identique à celui du 1er étage. Il est propulsé par un moteur-fusée YF-25/23 fonctionnant aussi au peroxyde d'azote/UDMH d'une poussée de 738,4 kN. Sa masse à vide est de 5 500 kg et 91 500 kg une fois rempli. Cet étage coûte 3 millions de dollars.

### Troisième étage, le EPKM
L'étage EPKM est haut de 2,936 m et de 1,7 m de diamètre, il utilise un moteur-fusée FG-46 (en) d'une poussée de 190 kN. Le EPKM passe d'une masse de 541 kg à vide, à une masse de 5 985 kg lorsqu'il est rempli de son carburant, le PBHT.

### Propulseurs d'appoint
La fusée dispose de quatre propulseurs d'appoint : les CZ-2E-0 (ou LB-40). Ils fonctionnent chacun grâce à un unique moteur-fusée YF-20B fonctionnant au peroxyde d'azote/UDMH et fournissent chacun une poussée de 740,4 kN. Chaque booster à une masse à vide de 3 200 kg, et de 41 000 kg au lancement. Un booster coûte 2.750 millions de dollars.

### Coiffe
La coiffe, longue de 11,948 m, est d'un diamètre maximal de 4,2 m.

## Liste de lancements
Le dernier vol du lanceur Longue Marche 2E a eu lieu le 28 décembre 1995.
| Numéro de vol | Date (UTC)                | Site de lancement | Étage supérieur | Charge utile                      | Orbite | Résultat      |
| ------------- | ------------------------- | ----------------- | --------------- | --------------------------------- | ------ | ------------- |
| 1             | 16 July 1990 00:40:00     | Xichang           | SPTS-M14        | Optus-Bsimulateur de masse Badr-A | GTOLEO | Succès        |
| 2             | 13 August 1992 23:00:00   | Xichang           | Star-63F        | Optus-B1                          | GTO    | Succès        |
| 3             | 21 December 1992 11:21:00 | Xichang           | Star-63F        | Optus-B2                          | GTO    | Échec partiel |
| 4             | 27 August 1994 23:10:00   | Xichang           | Star-63F        | Optus-B3                          | GTO    | Succès        |
| 5             | 25 January 1995 22:40:00  | Xichang           | Star-63F        | Apstar 2                          | GTO    | Échec         |
| 6             | 28 November 1995 11:30:00 | Xichang           | EPKM            | AsiaSat 2                         | GTO    | Succès        |
| 7             | 28 December 1995 11:50:00 | Xichang           | EPKM            | Echostar 1                        | GTO    | Succès        |